# Temporada 1990 del Campeonato de Galicia de Rally
La temporada 1990 fue la edición 12º del Campeonato de Galicia de Rally. Comenzó el 31 de marzo en el Rally de Vigo y terminó el 2 de diciembre en el Rally de Ferrol.

## Calendario
| N.º | Fecha            | Rally                       | Resultados |
| --- | ---------------- | --------------------------- | ---------- |
| 1   | 31 de marzo      | 3.º Rally de Vigo           | Resultados |
| 2   | 21 de abril      | 7.º Rally de Noia           | Resultados |
| 3   | 19 de mayo       | 24.º Rally do Lacón         | Resultados |
| 4   | 15-17 de junio   | 23.º Rally de Ourense       | Resultados |
| 5   | 1 de julio       | 5.º Rally Botafumeiro       | Resultados |
| 6   | 28 de julio      | 26.º Rally Rías Baixas      | Resultados |
| 7   | 25-26 de agosto  | 8.º Rally Ciudad de Cristal | Resultados |
| 8   | 6-7 de octubre   | 12.º Rally San Froilán      | Resultados |
| 9   | 17 de noviembre  | 18.º Rally da Coruña        | Resultados |
| -   | 2 de diciembre   | 14.º Rally San Martiño      | Cancelado  |
| 10  | 1-2 de diciembre | 22.º Rally de Ferrol        | Resultados |

## Clasificación
| Pos. | Piloto                         | 1 VIG | 2 NOI | 3 LAC | 4 OUR | 5 BOT | 6 RBX | 7 CRI | 8 SFR | 9 COR | 10 FER | Ptos. |
| ---- | ------------------------------ | ----- | ----- | ----- | ----- | ----- | ----- | ----- | ----- | ----- | ------ | ----- |
| 1.   | Germán Castrillón              |       |       |       |       |       | 1     | 1     | 1     | 1     | 1      | 960   |
| 2.   | Antonio Garrido                | 6     | 8     | 1     | Ret   | 6     | 6     |       | Ret   | 5     | 5      | 660   |
| 3.   | «Peitos»                       |       |       |       | Ret   | 4     | 5     | 6     | 4     | Ret   | Ret    | 600   |
|      | Marc Etchebers                 |       | 1     |       |       | 1     | 3     |       |       |       | Ret    |       |
|      | Manuel Senra                   |       | 2     | Ret   |       | Ret   |       | 4     | 11    | 2     | 2      |       |
|      | Sergio Vallejo                 |       |       |       | 15    | 2     |       |       | 12    |       | 3      |       |
|      | Jorge Pérez Pérez              | 1     | Ret   |       |       | 5     | Ret   |       |       |       |        |       |
|      | Juan Carlos Táboas             | 3     | Ret   | 5     | Ret   |       | Ret   | 10    |       |       | 8      |       |
|      | Antonio Trelles                |       | 4     |       |       | 3     | 9     |       | Ret   |       |        |       |
|      | José M. López Parada           |       |       | 2     |       | 8     | Ret   |       | 7     | 4     | 4      |       |
|      | Lino Otero                     |       |       | 7     | 13    |       | 10    | 5     | 5     |       | 7      |       |
|      | Juan Carlos González "Culebra" |       |       |       | Ret   |       | 2     |       |       |       |        |       |
|      | Arturo Rial                    | Ret   | Ret   |       | Ret   |       | Ret   | Ret   | 3     |       |        |       |
|      | Carlos Piñeiro                 |       | 3     |       |       | Ret   |       |       |       |       |        |       |
|      | Manuel Solleiro                |       |       | 3     |       |       |       |       |       |       |        |       |